# علي براونلي
علي براونلي (بالإنجليزية: Ali Brownlee)‏ هو مقدم برامج إذاعية ومؤلف ومعلق رياضي بريطاني، ولد في 14 أبريل 1959 في ميدلزبرة في المملكة المتحدة، وتوفي في 14 فبراير 2016 في Linthorpe ‏ في المملكة المتحدة.